# Eatoniella atrella
Eatoniella atrella is een slakkensoort uit de familie van de Eatoniellidae. De wetenschappelijke naam van de soort is voor het eerst geldig gepubliceerd in 1978 door Ponder & Yoo.